# Scilla peruviana
La scilla maggiore (Scilla peruviana L.) è una pianta della famiglia delle Asparagacee (sottofamiglia Scilloideae), diffusa nel bacino del Mediterraneo.

## Descrizione
È una geofita bulbosa alta 20–30 cm, con foglie nastriformi lanceolate, larghe 1–2 cm, dal bordo cigliato.

I fiori presentano 5 tepali di un delicato colore celeste e sono riuniti in una infiorescenza racemosa. Fiorisce in aprile-maggio.

## Distribuzione e habitat
La specie è diffusa nel bacino del Mediterraneo (penisola Iberica, Italia e Nord Africa).
In Italia cresce spontanea in Sicilia, Calabria, Puglia e Sardegna e toscana.
Cresce nelle boscaglie e sui pendii aridi, ad una altitudine compresa tra 400 e 800 m.